# Harriet Margaret Louisa Bolus
Pour les articles homonymes, voir Bolus.
Harriet Margaret Louisa Bolus (née Louisa Kensit le 31 juillet 1877 à Burgersdorp (en), district de Joe Gqabi, en Afrique du Sud, et morte le 5 avril 1970 au Cap) est une botaniste taxonomiste sud-africaine, curatrice de l'herbier Bolus de l'université du Cap.

## Biographie

### Famille
Louisa Bolus est née le 31 juillet 1877 à Burgersdorp, District de Joe Gqabi, dans la province du Cap en Afrique du Sud. Son père, William Kensit, est né à Londres et arrivé enfant en Afrique du Sud ; sa mère, Jane Stuart est d'origine écossaise, elle meurt alors que Louisa n'a que 2 ans. Son grand-père paternel, William Kensit, marchand installé à Grahamstown, est un botaniste amateur et grand récolteur de plantes. En 1912, Louisa épouse Frank Bolus, un cousin germain de son père, fils de sa grand-tante Sophia Kensit et de Harry Bolus. Le couple n'aura pas d'enfants. Veuve dès 1945, elle meurt à Claremont (Le Cap), le 5 avril 1970.

### Formation
Louisa fréquente le Collegiate Girls'High School à Port Elizabeth, elle obtient un brevet d'enseignement en 1899 au Cape Town Teachers' Training College, puis une licence en littérature et philosophie du South African College en 1902. Durant son temps libre, elle travaille avec son grand-oncle Harry Bolus dans l'herbier personnel de ce dernier qui lui enseigne les bases de la morphologie végétale et de la classification botanique.

### Carrière
En 1903, Harry Bolus l'engage comme curateur de son herbier privé. Elle l'assiste dans ses travaux sur les Ericaceae pour la Flora capensis et l'aide à la préparation des Icones orchidearum Austro-Africanarum extra-tropicarum…,. Elle collabore aussi avec Selmar Schönland, curateur de l'herbier de l'Albany Museum de Grahamstown, à l'identification des genres difficiles de la flore du Cap-Oriental.
Harry Bolus meurt en 1911, léguant son herbier et sa bibliothèque de botanique au South African College (qui deviendra l'Université du Cap en 1918), avec les moyens pour les entretenir et les développer, à la condition que sa nièce reste curatrice de la collection qui est à l'origine de l'herbier Bolus,. Elle y consacrera toute sa carrière, jusqu'à sa retraite en 1955, à l'âge de 77 ans.
Après la mort de son oncle, reprenant ses notes et ses dessins, Louisa achève le troisième tome des Icones orchidearum… avec l'aide du fils de celui-ci, Frank Bolus — entre-temps devenu son mari — qui complète l'illustration du volume qui paraît en 1913. Elle se spécialise alors dans le genre Mesembryanthemum (famille des Aizoaceae), dont elle décrit de nombreuses nouvelles espèces dans une rubrique intitulée « Novitates Africanae » dans les Annals of the Bolus Herbarium, dont elle est devenue éditrice ; lorsque les annales sont arrêtées en 1928, elle poursuit cette rubrique jusqu'en 1934 dans le Journal of Botany publié à Londres. Elle étudie aussi d'autres groupes, parmi lesquels les Iridaceae.
Elle effectue plusieurs séjours en Europe entre 1906 et 1935, pour travailler à l'herbier de Kew, et pour étudier les collections de Carl Peter Thunberg à Uppsala et les types de Nikolaus Joseph von Jacquin à Vienne.
Enseignante de formation, Louisa s'investit aussi dans l'éducation du public, en particulier des enfants, au monde de la nature. Membre fondateur de la Wild Life Protection Society elle s'intéresse également à l'ornithologie.

## Œuvres
Louisa Bolus a décrit quelque 1 700 nouveaux taxons. Elle est l'auteur, seule ou en collaboration, de plusieurs ouvrages et d'une série de notes taxonomiques et floristiques.
- (en) Harry Bolus, Harriet Margaret Louisa Bolus et Alice M. Greene, The orchids of the Cape Peninsula, Capetown, Darter Bros, 1918, 2e éd., 141 p., 119 planches.
- (en) Harriet Margaret Louisa Bolus et Mary M. Page (illustrations), Elementary Lessons in Systematic Botany, based on familiar species of the South African Flora, Capetown, T. Maskew Miller, 1919, 96 p.
- (en) D. Barclay, Harriet Margaret Louisa Bolus et E.J. Steer, A book of South African Flowers, Capetown, Press of South Africa Ltd, 1925, 174 p.
- (en) Harriet Margaret Louisa Bolus (texte), D. Barclay (dessins) et E.J. Steer (photos), A second book of South African Flowers, Capetown, Press of South Africa Ltd, 1936, 214 p.
- (en) Harriet Margaret Louisa Bolus, Notes on Mesembryanthemum and some allied genera, Cape Town, 1928-1958.

## Honneurs, hommages et éponymie
En 1920, Louisa Bolus est nommée membre de la Société royale d'Afrique du Sud et, en 1942, elle proclamée docteur honoris causa de l'Université de Stellenbosch. Elle est aussi membre de la Linnean Society of London.
Les genres Bolusanthemum et Kensitia ainsi que plusieurs espèces, parmi lesquelles Moraea louisabolusiae, Geissorhiza louisabolusiae, Conophytum bolusiae, Ruschia bolusiae, Stomatium bolusiae et Erica bolusiae, ont été nommés en son honneur,.